# Lepidopilum arcuatum
Lepidopilum arcuatum är en bladmossart som beskrevs av Mitten 1869. Lepidopilum arcuatum ingår i släktet Lepidopilum och familjen Daltoniaceae. Inga underarter finns listade i Catalogue of Life.